# Luguentz Dort
Pour les articles homonymes, voir Dort.
Luguentz Dort, né le 19 avril 1999 à Montréal-Nord au Québec, est un joueur canadien d'origine haïtienne de basket-ball. Il mesure 1,90 m et évolue au poste d'arrière voire d'ailier dans la franchise du Thunder d'Oklahoma City au sein de la National Basketball Association (NBA).

## Biographie

### Jeunesse
Ayant grandi à Montréal et issu d'une famille d’origine haïtienne, il a d’abord joué au football comme gardien de but, mais ses frères l’ont influencé plus tard pour jouer au basket-ball. Dort a joué au basket-ball de rue au parc Saint-Laurent dans l’arrondissement de Montréal-Nord, près de chez lui à Montréal. Sa participation au sport lui a évité de se joindre à des gangs de rue comme certains de ses amis. Il a commencé à faire de la musculation à l’âge de 15 ans, alors qu’il mesurait 1,80 m, et il a continué de grandir d’environ 2 centimètres par an pendant le reste de son adolescence.
Dort a passé sa première saison au niveau secondaire au Québec. Au cours de ses années d’études secondaires, il a concouru pour Brookwood Elite sur le circuit de l’Amateur Athletic Union (AAU). En juillet 2015, il a joué pour le Canada au tournoi Adidas Nations, obtenant en moyenne 9,2 points et 4 rebonds en 4 matchs. En deuxième année, Dort a été transféré à l’Arlington Country Day School à Jacksonville, en Floride, pour faire face à une meilleure compétition et apprendre l’anglais. En août 2016, Dort a obtenu en moyenne 11,3 points en 6 matchs pour mener le Canada à la deuxième place aux Adidas Nations. Plus tard dans le mois, il a été invité au camp de l’équipe Nike Americas, où il a été nommé meilleur joueur (MVP) du All-Star Game. Dort a déménagé à Conrad Academy à Orlando, en Floride, pour sa saison junior. 
En 2017, il a participé au Adidas Nations et au All-Star Game du Nike Hoop Summit. Dort a également marqué 30 points pour remporter les honneurs du meilleur joueur au Biosteel All-Canadian Basketball Game. Le 18 octobre 2017, il s’est engagé à jouer au basket-ball universitaire pour l’université d'État de l’Arizona, devenant la recrue la plus vantée du programme depuis James Harden en 2007. À titre d’aîné, Dort s’est joint à l'Athlete Institute, une école préparatoire à Mono, en Ontario. En avril 2018, il a reçu à nouveau les honneurs de MVP au match de l’équipe canadienne de Biosteel après avoir enregistré 34 points et 8 rebonds.

### Carrière universitaire
Durant l'été 2018,  il rejoint l'université d'État de l'Arizona. Le 6 novembre 2018, il fait ses débuts avec l'équipe universitaire des Sun Devils d'Arizona State et termine la rencontre avec 28 points, neuf rebonds et trois interceptions dans une victoire après deux prolongations contre Cal State Fullerton. Il bat le record de l'université en étant le meilleur marqueur des joueurs de première année lors du premier match avec ces 28 unités. Le 12 novembre, il réalise son premier double-double avec 12 points et 12 rebonds dans la victoire 90 à 58 contre les 49ers de Long Beach State. Le 21 novembre, il termine avec 33 points, sept rebonds et quatre passes décisives contre les Aggies d'Utah State lors du MGM Resorts Main Event, réalisant la troisième plus grand total de points pour un joueur de première année dans l'histoire de l'université d'État d'Arizona. Il est nommé MVP du tournoi. Quelques jours plus tard, Dort est nommé joueur de la semaine de la Pacific-12 Conference. Il a eu une baisse de régime à la fin du mois de décembre, tirant en combiné à 9 sur 45 au tir sur quatre matches entre le 15 et le 29 décembre.
Le 2 avril 2019, à la suite de la défaite des Aztecs lors du tournoi final NCAA en 2019, Dort annonce son intention de renoncer à ses trois dernières saisons d'admissibilité au niveau universitaire et annonce sa candidature à la draft 2019 de la NBA.

### Carrière professionnelle

#### Thunder d'Oklahoma City (depuis 2019)
Le 20 juin 2019, il n'est pas sélectionné lors de la draft 2019 de la NBA. Le 6 juillet 2019, Dort signe un contrat à deux volets avec le Thunder d'Oklahoma City. Lugentz Dort commence sa carrière dans la G-League (Ligue de développement de la NBA). Il affiche de très bonnes moyennes de 19.5 pts/m, 4.8 reb/m, 2.6 ast/m sur 43.8% de réussite au tir et 33.3% de réussite au tir de trois point. Luguentz eu de très belles performances en G-League, notamment lors de son début (9 novembre 2019 contre les South Bay Lakers), dans lequel il marque 35 points en 31 minutes, sur 63.2% de réussite au tir et 44.4% au trois point. Il distribue 5 passes décisives et ramasse 5 rebonds. Dort a fait ses débuts en NBA le 6 décembre 2019, jouant 7 minutes et saisissant 1 rebond dans une victoire en prolongation contre les Timberwolves du Minnesota. Son prochain match fut contre les Trail Blazers de Portland le 8 décembre 2019, en jouant 20 minutes et en capté 3 rebonds et inscrivant 2 points. Le 29 janvier 2020, Dort a marqué 23 points, son record en carrière, avec 2 rebonds, une interception et un contre dans une victoire 120-100 contre les Kings de Sacramento. Le 23 février 2020, Dort a réalisé un match parfait au niveau du tir contre les Spurs de San Antonio, en marquant sur ses 6 tentatives, dont 2 paniers à trois points, et a terminé avec 15 points. A l'occasion de sa première saison à Oklahoma, il est colocataire de son coéquipier et compatriote Shai Gilgeous-Alexander, avec lequel il devient un des cadres de leur franchise NBA.
Le 24 juin 2020, il signe un contrat de quatre saisons avec la franchise du Thunder, pour un total de 5,4 millions de dollars.

## Statistiques

### États-Unis

#### Université
| Saison    | Équipe        | Matchs | Titul. | Min./m | % Tir | % 3pts | % LF | Rbds/m. | Pass/m. | Int/m. | Ctr/m. | Pts/m. |
| --------- | ------------- | ------ | ------ | ------ | ----- | ------ | ---- | ------- | ------- | ------ | ------ | ------ |
| 2018-2019 | Arizona State | 34     | 33     | 31,5   | 40,5  | 30,7   | 70,0 | 4,26    | 2,32    | 1,53   | 0,21   | 16,09  |
| Total     | Total         | 34     | 33     | 31,5   | 40,5  | 30,7   | 70,0 | 4,26    | 2,32    | 1,53   | 0,21   | 16,09  |

#### NBA
Saisons régulières
| Saison    | Équipe        | Matchs | Titul. | Min./m | % Tir | % 3pts | % LF | Rbds/m. | Pass/m. | Int/m. | Ctr/m. | Pts/m. |
| --------- | ------------- | ------ | ------ | ------ | ----- | ------ | ---- | ------- | ------- | ------ | ------ | ------ |
| 2019-2020 | Oklahoma City | 36     | 28     | 22,8   | 39,4  | 29,7   | 79,2 | 2,25    | 0,75    | 0,86   | 0,11   | 6,78   |
| 2020-2021 | Oklahoma City | 52     | 52     | 29,7   | 38,7  | 34,3   | 74,4 | 3,63    | 1,69    | 0,87   | 0,37   | 14,02  |
| 2021-2022 | Oklahoma City | 51     | 51     | 32,6   | 40,4  | 33,2   | 84,3 | 4,16    | 1,73    | 0,90   | 0,37   | 17,20  |
| 2022-2023 | Oklahoma City | 74     | 73     | 30,7   | 38,8  | 33,0   | 77,2 | 4,65    | 2,08    | 1,01   | 0,31   | 13,69  |
| 2023-2024 | Oklahoma City | 79     | 79     | 28,4   | 43,8  | 39,4   | 82,6 | 3,59    | 1,43    | 0,90   | 0,59   | 10,89  |
| 2024-2025 | Oklahoma City | 71     | 71     | 29,2   | 43,5  | 41,2   | 71,7 | 4,13    | 1,62    | 1,11   | 0,55   | 10,13  |
| Total     | Total         | 363    | 354    | 29,3   | 40,8  | 36,0   | 79,0 | 3,87    | 1,61    | 0,96   | 0,41   | 12,24  |

Mise à jour le 5 mai 2025
Playoffs
| Saison | Équipe        | Matchs | Titul. | Min./m | % Tir | % 3pts | % LF | Rbds/m. | Pass/m. | Int/m. | Ctr/m. | Pts/m. |
| ------ | ------------- | ------ | ------ | ------ | ----- | ------ | ---- | ------- | ------- | ------ | ------ | ------ |
| 2020   | Oklahoma City | 6      | 6      | 29,2   | 35,5  | 26,0   | 53,3 | 3,67    | 1,00    | 0,33   | 1,00   | 12,50  |
| 2024   | Oklahoma City | 10     | 10     | 35,0   | 36,3  | 39,1   | 84,2 | 4,60    | 2,00    | 1,30   | 0,20   | 10,70  |
| Total  | Total         | 16     | 16     | 32,8   | 35,9  | 33,3   | 70,6 | 4,25    | 1,63    | 0,94   | 0,50   | 11,38  |

Mise à jour le 12 septembre 2020

## Palmarès, distinctions et records

### Distinctions personnelles

#### Sélection nationale
- Troisième à la Coupe du monde 2023.

#### NBA
- NBA All-Defensive First Team (2025).
- Champion NBA en 2025 avec le Thunder d'Oklahoma City.

#### Universitaire
- Second-team All-Pac-12 (2019).
- Pac-12 All-Defensive Team (2019).
- Pac-12 Freshman of the Year (2019).
- Pac-12 All-Freshman Team (2019).

#### École secondaire
- 2× BioSteel All-Canadian Game MVP (2017, 2018).

### Records

#### Records dans la NBA
Les records personnels de Luguentz Dort dans la NBA sont les suivants, :
| Type de statistique        | Saison régulière | Saison régulière        | Saison régulière | Playoffs | Playoffs             | Playoffs         |
| Type de statistique        | Record           | Adversaire              | Date             | Record   | Adversaire           | Date             |
| -------------------------- | ---------------- | ----------------------- | ---------------- | -------- | -------------------- | ---------------- |
| Points                     | 42               | @ Jazz de l'Utah        | 13 avril 2021    | 30       | @ Rockets de Houston | 2 septembre 2020 |
| Paniers marqués            | 16               | @ Jazz de l'Utah        | 13 avril 2021    | 10       | @ Rockets de Houston | 2 septembre 2020 |
| Paniers tentés             | 31               | @ Jazz de l'Utah        | 13 avril 2021    | 21       | @ Rockets de Houston | 2 septembre 2020 |
| Paniers à 3 points réussis | 8                | Nuggets de Denver       | 10 mars 2025     | 6        | @ Rockets de Houston | 2 septembre 2020 |
| Paniers à 3 points tentés  | 14               | Nuggets de Denver       | 10 mars 2025     | 12       | @ Rockets de Houston | 2 septembre 2020 |
| Lancers francs réussis     | 11               | @ Celtics de Boston     | 27 avril 2021    | 4        | @ Rockets de Houston | 2 septembre 2020 |
| Lancers francs tentés      | 14               | @ Bulls de Chicago      | 12 février 2022  | 6        | @ Rockets de Houston | 2 septembre 2020 |
| Rebonds offensifs          | 6                | @ Jazz de l'Utah        | 23 février 2023  | 2        | 2 fois               | 2 fois           |
| Rebonds défensifs          | 9                | Pacers de l’Indiana     | 18 janvier 2023  | 6        | Rockets de Houston   | 22 août 2020     |
| Rebonds totaux             | 11               | 2 fois                  | 2 fois           | 8        | Rockets de Houston   | 22 août 2020     |
| Passes décisives           | 5                | Knicks de New York      | 13 mars 2021     | 2        | Rockets de Houston   | 24 août 2020     |
| Interceptions              | 6                | Bulls de Chicago        | 15 janvier 2021  | 1        | 2 fois               | 2 fois           |
| Contres                    | 2                | 3 fois                  | 3 fois           | 3        | Rockets de Houston   | 22 août 2020     |
| Ballons perdus             | 7                | Bucks de Milwaukee      | 14 février 2021  | 5        | Rockets de Houston   | 31 août 2020     |
| Minutes jouées             | 41               | @ Lakers de Los Angeles | 10 février 2021  | 36       | Rockets de Houston   | 22 août 2020     |

- Double-double : 6
- Triple-double : 0

Dernière mise à jour : 1er avril 2023